# Френ-Сен-Маме
Френ-Сен-Маме́ (фр. Fresne-Saint-Mamès) — коммуна во Франции, находится в регионе Франш-Конте. Департамент — Верхняя Сона. Административный центр кантона Жи. Округ коммуны — Везуль.
Код INSEE коммуны — 70255.

## География

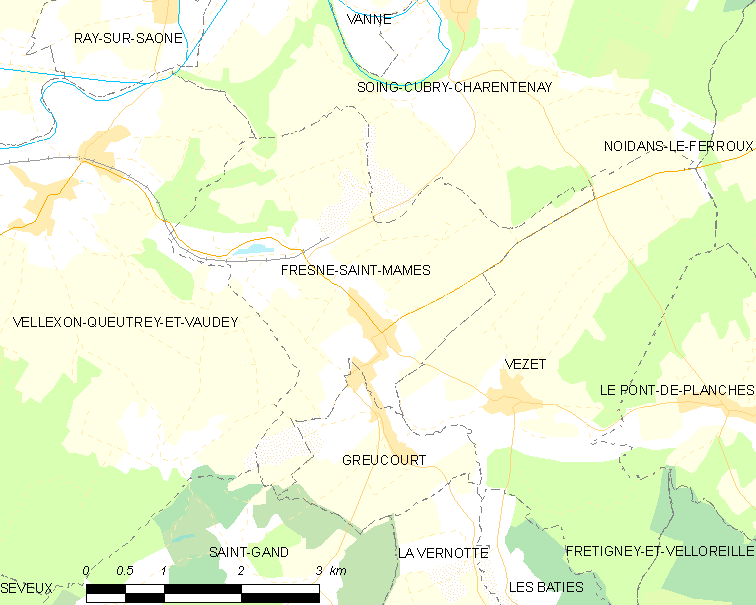
Карта коммуны

Коммуна расположена приблизительно в 300 км к юго-востоку от Парижа, в 36 км севернее Безансона, в 24 км к западу от Везуля.
По территории коммуны протекает река Ромен.

## Население
Население коммуны на 2010 год составляло 500 человек.
| 1962 | 1968 | 1975 | 1982 | 1990 | 1999 | 2010 |
| ---- | ---- | ---- | ---- | ---- | ---- | ---- |
| 450  | 482  | 457  | 470  | 475  | 507  | 500  |

## Экономика
В 2010 году среди 314 человек трудоспособного возраста (15—64 лет) 228 были экономически активными, 86 — неактивными (показатель активности — 72,6 %, в 1999 году было 71,3 %). Из 228 активных жителей работали 212 человек (118 мужчин и 94 женщины), безработными было 16 (9 мужчин и 7 женщин). Среди 86 неактивных 16 человек были учениками или студентами, 42 — пенсионерами, 28 были неактивными по другим причинам.

## Достопримечательности
- Церковь Сен-Леже (XIII век). Исторический памятник с 2006 года[3]